# Antoine Goulard
Antoine Goulard est un footballeur français né le 18 décembre 1985 à La Ferté-Macé. Il évoluait la saison passée au T&T Hanoi au Viêt-Nam au poste de défenseur central.

## Biographie
Antoine Goulard signe le 31 août un contrat d'un an plus une année en option en faveur de le Royal Excelsior Virton, club belge qui milite en Division 1 amateurs (3e niveau national).

## Carrière
- 2004-2007 : Fréjus  France (CFA)
- 2007-2008 : Dijon FCO  France (L2, 20 matches, 1 but)
- 2008-2009 : Dijon FCO  France (L2, 16 matches, 2 buts)
- 2009-2010 : Dijon FCO  France (L2, 4 matches)
- 2010-2012 : FC Rouen  France (National)
- 2012-2014 : Uzès  France (National)[1]
- 2015-2016 : T&T Hanoi  Viêt Nam
- 2016-2018 : RE Virton